# Operação Pilar Defensivo
Operação Pilar Defensivo, também conhecida como Operação Coluna de Nuvem (em hebraico:  sעמוד ענן‎, transl. ʿAmúd ʿAnán; literalmente, "Coluna de Nuvem") foi uma operação de ataque à Faixa de Gaza, realizada pelas Forças de Defesa de Israel (FDI) entre 14 e 21 de novembro de 2012.

## O conflito
O início dos combates foi marcado pelo assassinato seletivo de Ahmed Jabari, chefe do braço militar do Hamas em Gaza.
Para Israel, o casus belli é constituído pelo lançamento de mais de 700 foguetes de médio e longo alcance contra o território israelense, desde o início do ano, e mais de 120 em dois dias consecutivos, pelo Hamas, pela Jihad islâmica e pelos Comitês de Resistência Popular da Faixa de Gaza. Essas hostilidades se inscrevem no contexto dos confrontos entre Israel e a Faixa de Gaza, desde o início de 2012. De acordo com o governo israelense, três eventos justificaram a operação:
- o lançamento de pelo menos 100 foguetes contra o sul de Israel em um período de 24 horas;[24]
- um ataque, por parte de milicianos vindos de Gaza, contra um veículo militar israelense dentro das fronteiras do país;[25]
- a explosão de um túnel perto de onde soldados israelenses estavam, dentro das fronteiras do Estado judaico.[26]

Os objetivos declarados da operação foram:
- interromper os contínuos e indiscriminados ataques de foguetes disparados a partir da Faixa de Gaza contra o sul de Israel, que resultaram na morte de três civis israelenses e vários feridos, além da destruição de patrimônio;[27][28]
- minar a capacidade das organizações militantes palestinas.[19]

Já os representantes do Hamas (partido político que governa a Faixa de Gaza) negam que tenham sido a parte agressora e culparam Israel pela violência, afirmando que as ações das forças israelenses haviam causado várias mortes de civis em Gaza nos primeiros dias da operação. Lembraram também que, em 5 de novembro, um rapaz palestino que sofria de problemas mentais foi assassinado enquanto rastejava em direção à cerca que separa Israel e a Faixa de Gaza. Também afirmaram seu direito de defender seus cidadãos contra o bloqueio da Faixa de Gaza por Israel e contra a ocupação israelense da Cisjordânia e de Jerusalém Oriental. O responsável pela circulação na fronteira do governo da Faixa de Gaza, Ghazi Hamad, insistiu que a agressão não partiu dos palestinos. "Nós continuamos dizendo que somos as vítimas da ocupação e nós é que somos o alvo." Disse também que o Hamas tem o direito de defender seu povo e, portanto, responderia aos ataques de Israel: "Se Gaza não estiver segura, as suas cidades [de Israel] tampouco estarão seguras".
As forças israelenses informaram ter atingido mais de 1,5 mil alvos militares na Faixa de Gaza, incluindo plataformas de lançamento de foguetes, túneis usados para contrabando, centros de comando, locais de fabricação e estocagem de armamentos.
Segundo os palestinos, foram atingidas residências de civis. Funcionários dos serviços de saúde de Gaza informaram que, até 23 de novembro, 167 palestinos tinham sido mortos no conflito.
Oito palestinos haviam sido sumariamente executados pelo braço militar do Hamas, as Brigadas Izz ad-Din al-Qassam por suposta colaboração com Israel.
As Brigadas Izz ad-Din al-Qassam emitiram um comunicado, declarando que "a ocupação [israelense] abriu as portas do inferno". "Israel declarou guerra a Gaza e terá que assumir a responsabilidade pelas consequências", declarou a Jihad Islâmica Palestina.
Cerca de sete dias após o começo das hostilidades, ambos os lados chegaram a um cessar-fogo, em 21 de novembro.
As Forças de Defesa de Israel lançaram mais de 1,5 mil ataques pelo ar, terra e mar contra alvos da Faixa de Gaza durante a operação, mirando plataformas de lançamento de mísseis palestinos, depósitos de munição e armas, militantes, campos, prédios do governo e casas de guerrilheiros. De acordo com grupos que atuam na região, mais de 160 palestinos e 6 israelenses morreram durante os 7 dias do conflito.
Durante a operação, a Jihad Islâmica da Palestina e as chamadas brigadas Izz ad-Din al-Qassam intensificaram seus ataques contra o território de Israel. Os grupos militantes teriam disparado, pelo menos, 1456 foguetes na direção do país vizinho nas regiões de Rishon LeZion, Bersebá, Asdode, Ascalão e outros centros populacionais; a capital política e financeira de Israel, Telavive, também foi atingida, pela primeira vez desde a Guerra do Golfo em 1991, e disparos de mísseis e morteiros também atingiram a cidade de Jerusalém. Segundo informações das Forças de Defesa de Israel, pelo menos 409 foguetes palestinos foram interceptados no ar e outros 142 não chegaram no alvo, caindo antes ainda em Gaza. Uma bomba também explodiu em um ônibus de Telavive, ferindo mais de 20 civis. O Hamas não assumiu a autoria do ataque mas elogiou o atentado.
Os Estados Unidos, o Reino Unido, a União Europeia e outras potências ocidentais apoiaram o "direito de Israel a autodefesa", condenando o lançamento de foguetes palestinos contra o país vizinho. Irã, Egito, Turquia e alguns países árabes condenaram as operações militares de Israel, as chamando de "bárbaras" e "criminosas". O Brasil, falando em nome do Mercosul, condenou a violência perpetrada por ambos os lados. Ao mesmo tempo que o governo brasileiro condenou os lançamentos de foguetes palestinos contra Israel, eles também chamaram a resposta destes aos ataques de "desproporcional".
Em 21 de novembro de 2012, um cessar-fogo, mediado pelo Egito, foi oficialmente declarado pelo Hamas e por Israel. Ambos os lados declararam-se vitoriosos nos combates.
De acordo com estimativas do Escritório das Nações Unidas para a Coordenação de Assuntos Humanitários (OCHA), em 26 de novembro, 224 israelenses e 1 269 palestinos haviam sido feridos durante a operação.
Segundo o pacifista israelense Uri Avnery, foi o tão criticado Relatório Goldstone, sobre a matança operada durante a guerra de Gaza de 2008-2009, que impediu Israel de invadir a Faixa de Gaza por terra, desta vez. Durante entrevista a Robert Fisk, Avnery declarou: "Goldstone pode orgulhar-se do que fez – ele realmente salvou muitas vidas".

## Galeria

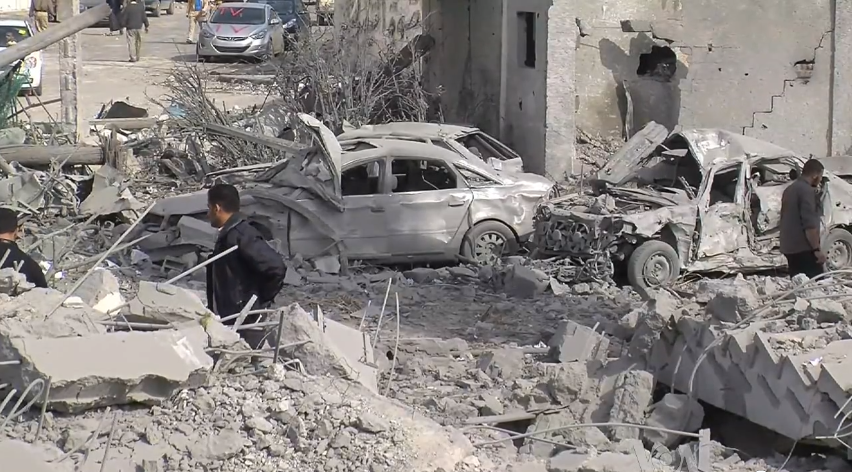
Destruição em Gaza.
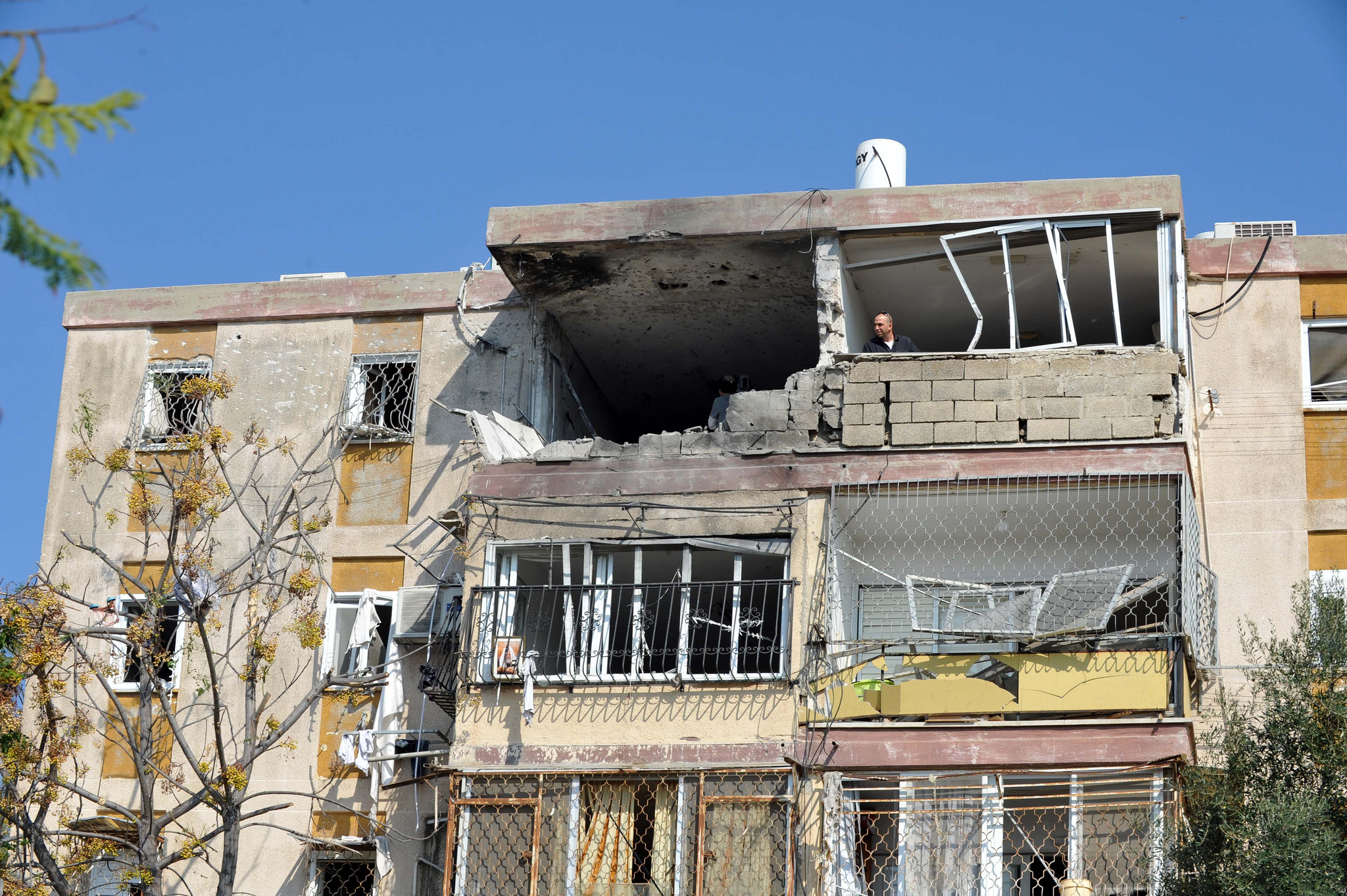
Um apartamento em ruínas em Israel após ter sido atingido por um foguete palestino.
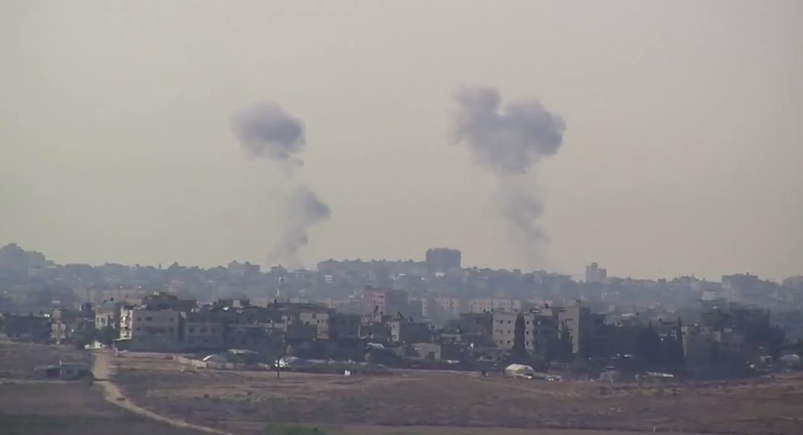
Colunas de fumaça após ataque aéreo israelense na Faixa de Gaza, em 15 de novembro 2012.